# Willem de Fesch

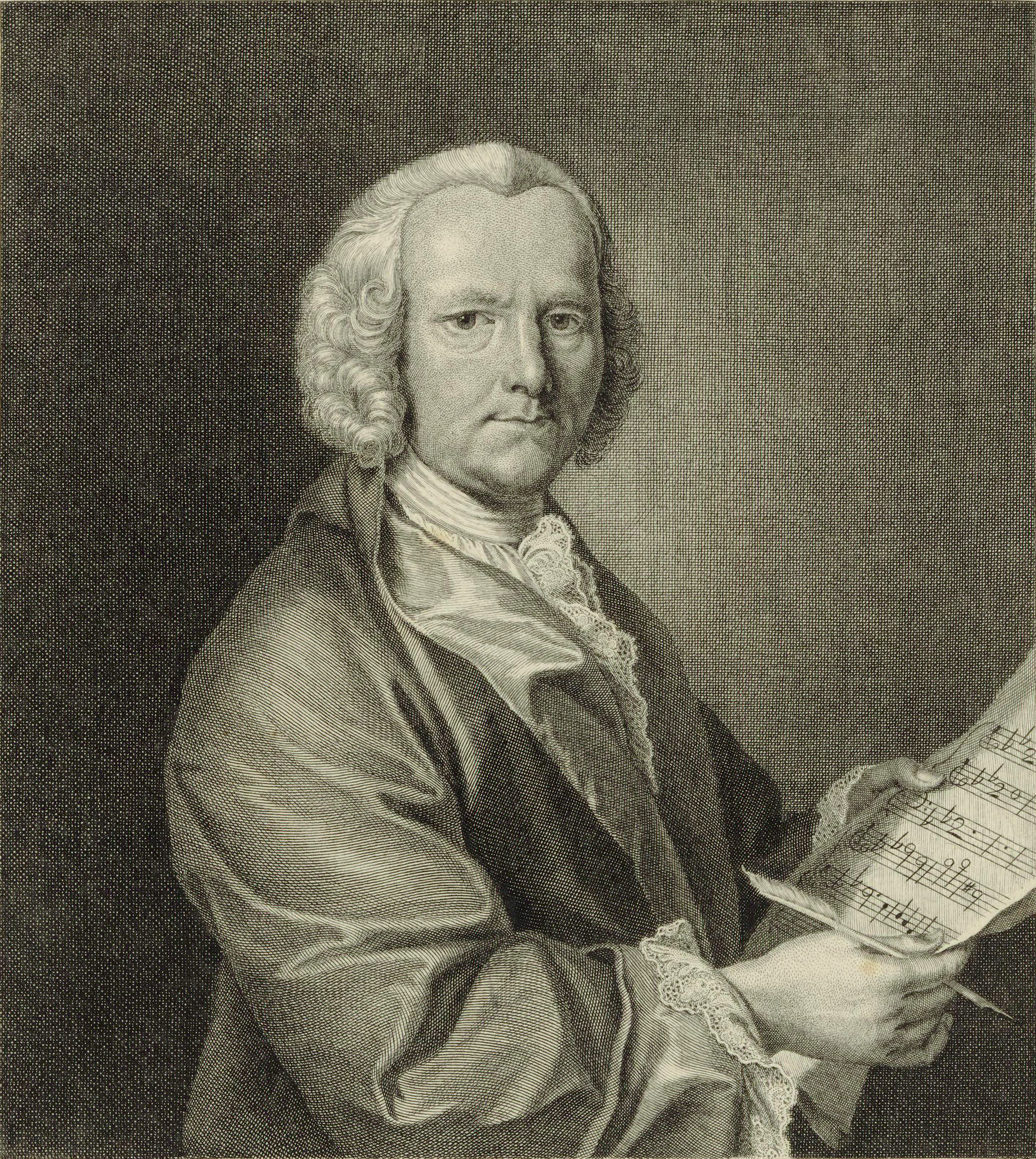
Willem de Fesch

Willem de Fesch (getauft 26. August 1687 in Alkmaar; † 3. Januar 1761 in London) war ein niederländischer Violinist und Komponist des Barocks.

## Leben
De Feschs Vater, Louis de Fesch, war ein aus Lüttich stammender Musiker, der sich in Amsterdam niederließ. Willem de Fesch war vermutlich Schüler von Charles Rosier. Er war zwischen 1710 und 1725 in Amsterdam u. a. an der Stadsschouwburg tätig. 1725 übernahm er das Kapellmeisteramt an der Liebfrauenkathedrale in Antwerpen von Alphonse d’Ève, das er bis 1731 ausübte. Danach ließ er sich in London nieder. Hier gab der virtuose Violinist zahlreiche Konzerte und leitete Händels Orchester. Sein Stil wurde durch Vivaldi und Händel beeinflusst, seine Musik ist geprägt vom Übergang des Barocks zur Vorklassik. 
Willem de Fesch heiratete 1711 die Tochter seines Lehrers Charles Rosier, die Sängerin Maria Anna Rosier. De Feschs kompositorisches Schaffen umfasst Oratorien, Orchester- und Kammermusik.

## Werke
- Op. 1: 6 Sonate für 2 Violinen (Roger/Amsterdam 1716; Leclerc/Paris 1738)
- Op. 2: Mehrere Concerti und Concerti grossi (Roger/Amsterdam 1717)
- Op. 3: Mehrere Concerti und Concerti grossi  (Roger/Amsterdam 1719)
- Op. 4: 6 Sonate für Violine und Basso continuo (B. c.), 6 Sonate für 2 Violoncelli (1725; Selbstverlag Amsterdam 1726)
- Op. 5: Mehrere Concerti und Concerti grossi (Le Cène/Amsterdam 1725)
- Op. 6: Sonate für Soloinstrument und B. c. (1730)
- Op. 7: 10 Sonate für 2 Traversflöten oder 2 Violinen und B. c. (Triosonaten) (Selbstverlag London 1733)
- Op. 8: 6 Sonate für Violine und B. c. (1733)
- Op. 8b: 6 Sonate für Cello und B. c. (London 1736) (in Paris von Leclerc als Op. 2 und für 2 Celli/Fagotte/Viole da Gamba veröffentlicht)
- Op. 9: Sonate für 2 Violinen oder Flöten (Walsh/London 1739)
- Op. 10: 8 Concerti, davon 6 für 2 Violinen, 1 für 1 Traversflöte, 1 für 2 Traversflöten (Walsh/London 1741)
- Op. 11: 30 Duetti für 2 Violinen oder Flöten (Selbstverlag 1744 als The Musical Amusements; London 1747)
- Op. 1b: 6 Sonate für 2 Violoncelli (Leclerc/Paris ca. 1745)
- Op. 12: 12 Sonate für 2 Violinen oder Flöten und B. c. (Triosonaten) (Walsh/London 1748)
- Op. 13: Sonate für Violoncello und B. c. (1750)
- Missa Paschalis (1730)
- Die Oratorien Judith (1733) und Joseph (1745)
- 6 English Songs